# Circolo Nautico Posillipo 2009-2010
Questa voce raccoglie le informazioni riguardanti il Circolo Nautico Posillipo nelle competizioni ufficiali della stagione 2009-2010.

## Rosa 2009-2010
| N° |                     | Ruolo | Giocatore              |
| -- | ------------------- | ----- | ---------------------- |
|    | Italia (bandiera)   | P     | Antracite Lignano      |
|    | Italia (bandiera)   | P     | Tommaso Negri          |
|    | Italia (bandiera)   | D     | Zeno Bertoli           |
|    | Italia (bandiera)   | D     | Andrea Scotti Galletta |
|    | Italia (bandiera)   | D     | Domenico Mattiello     |
|    | Italia (bandiera)   | D     | Fabrizio Buonocore     |
|    | Germania (bandiera) | CV    | Marc Politze           |
|    | Italia (bandiera)   | CV    | Fabio Gambacorta       |

| N° |                     | Ruolo | Giocatore               |
| -- | ------------------- | ----- | ----------------------- |
|    | Italia (bandiera)   | CB    | Fabio Baraldi           |
|    | Ungheria (bandiera) | CB    | Zsolt Varga             |
|    | Italia (bandiera)   | A     | Valentino Gallo         |
|    | Italia (bandiera)   | A     | Paride Saccoia          |
|    | Italia (bandiera)   | A     | Alfredo Riccitiello     |
|    | Italia (bandiera)   | A     | Massimiliano Migliaccio |
|    | Italia (bandiera)   | A     | Luca Fiorillo           |

- Allenatore:  Carlo Silipo